# Phaegoptera fasciatus
Phaegoptera fasciatus är en fjärilsart som beskrevs av Rothschild 1909. Phaegoptera fasciatus ingår i släktet Phaegoptera och familjen björnspinnare. Inga underarter finns listade i Catalogue of Life.